# Fiesole

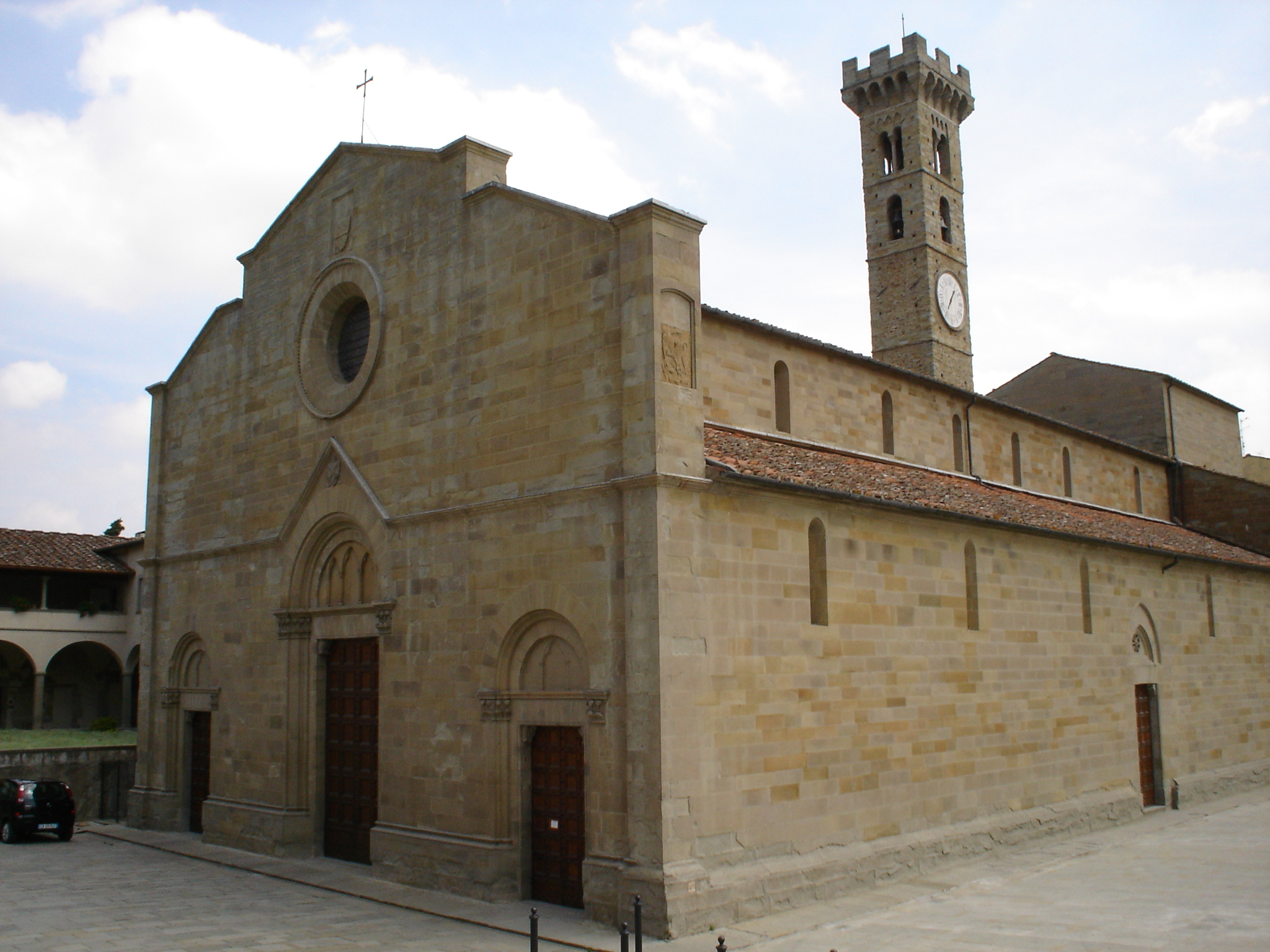
El Duomo de Fiesole.

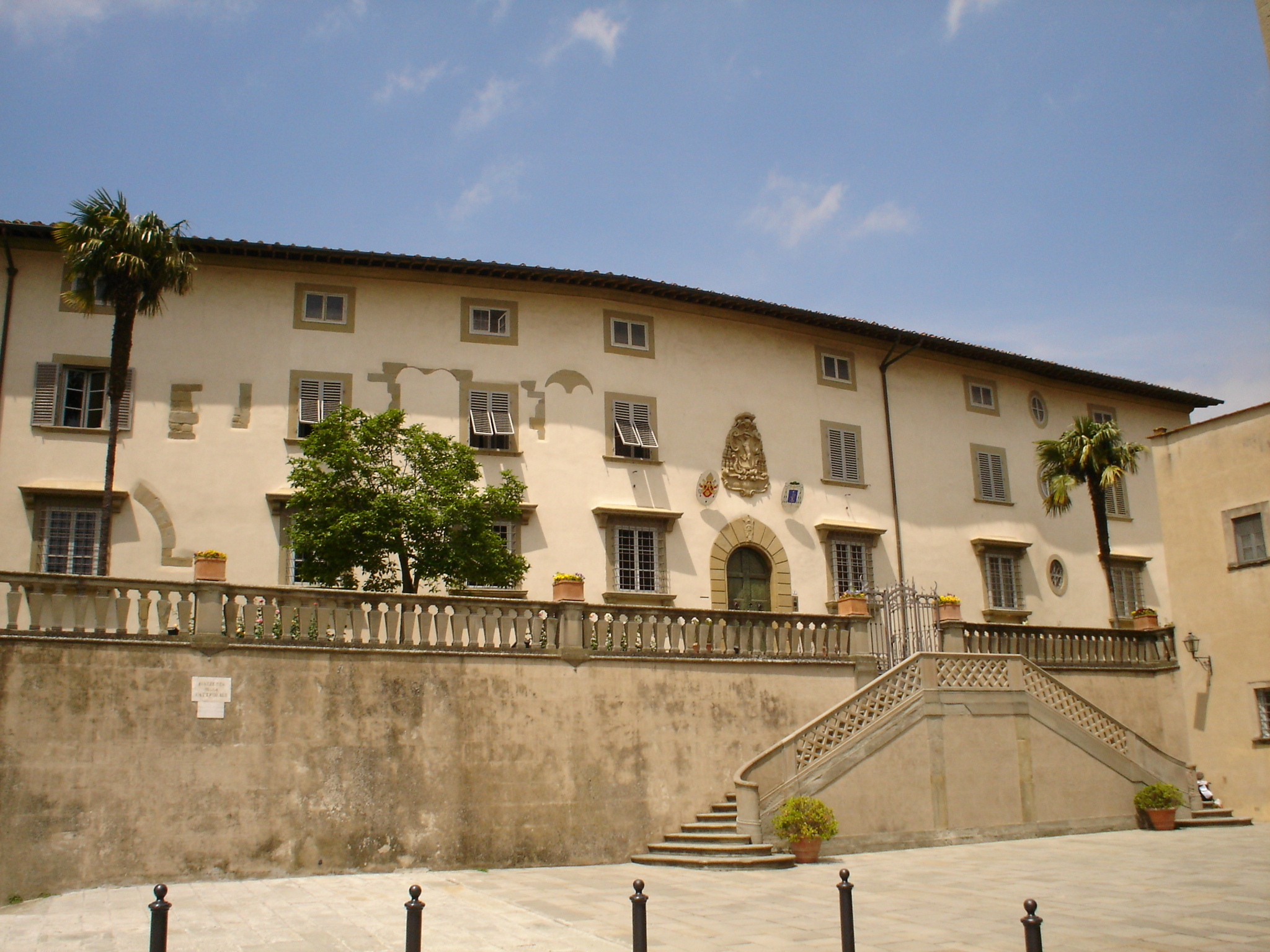
El Palazzo Vescovile di Fiesole.

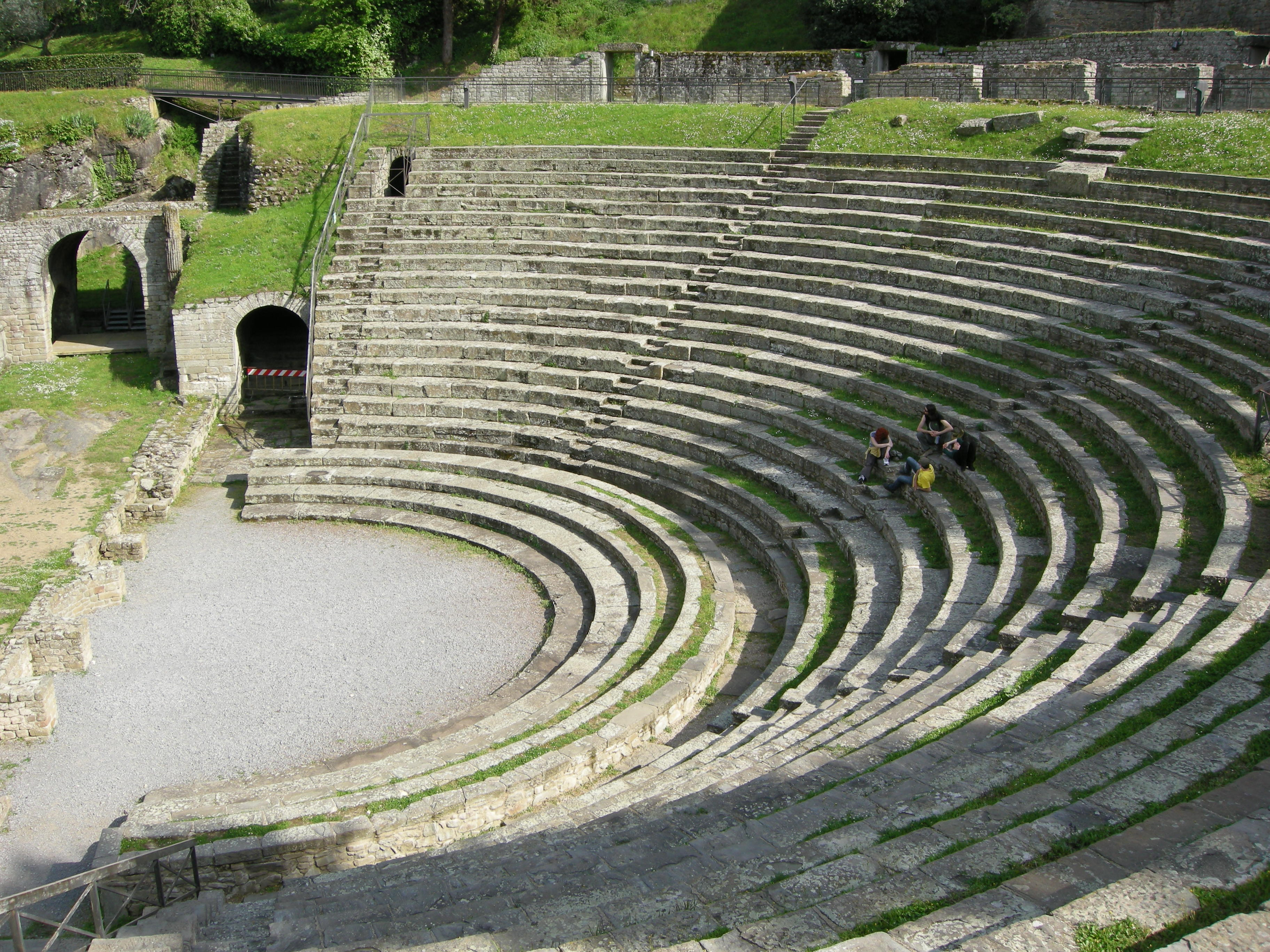
Teatro romano

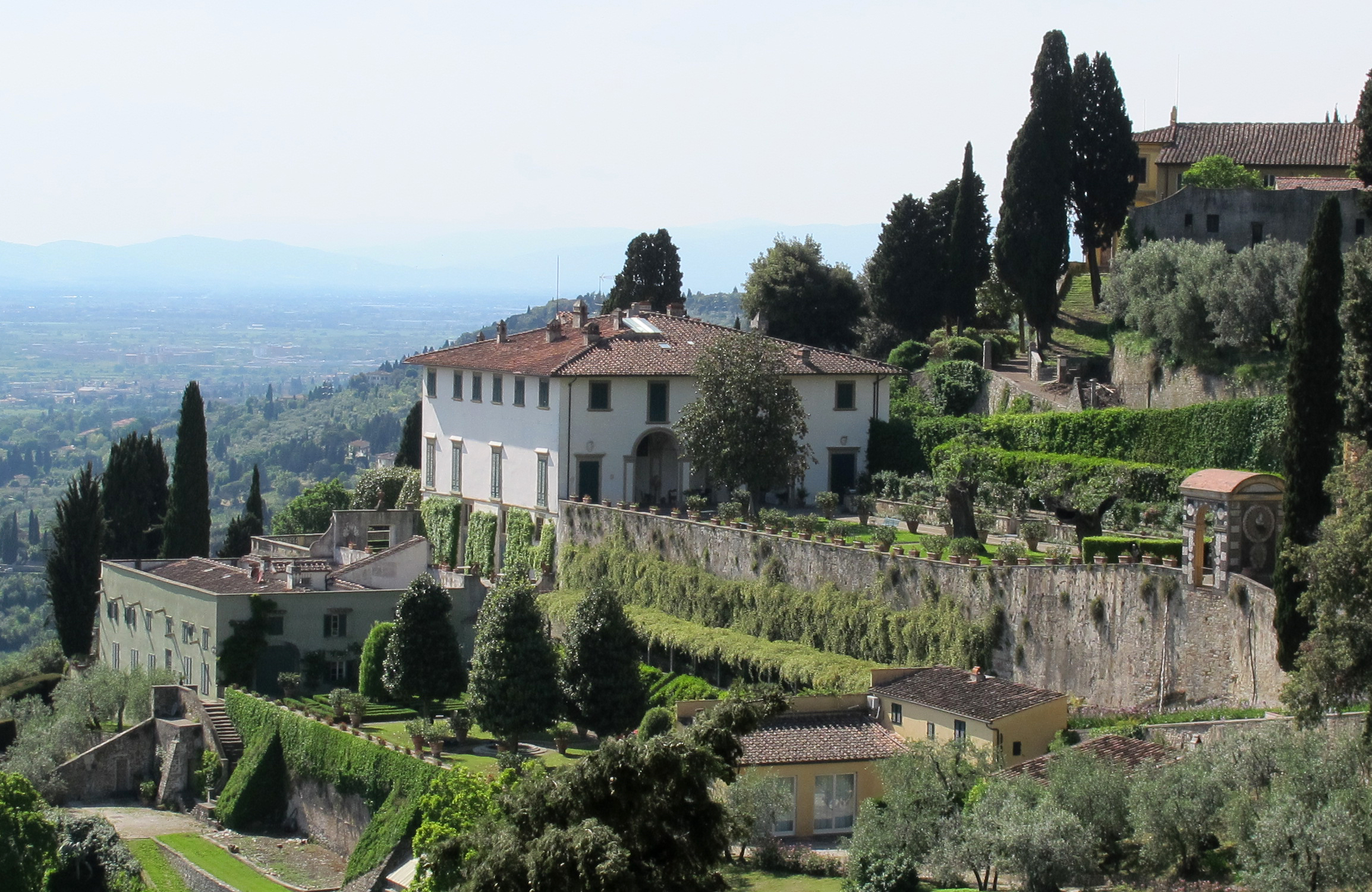
La villa medicea en Fiesole (Belcanto)

Fiesole es un municipio italiano de la Ciudad metropolitana de Florencia, en la Toscana. Se encuentra a 8 km de Florencia en una montaña (346 m) desde la que se ve una fantástica panorámica de dicha ciudad. La población de Fiesole ronda los 14.100 habitantes.

## Historia
Fiesole fue probablemente fundada en el siglo IX-VIII a. C., pues fue un miembro importante de la Confederación Etrusca, pero el primer documento que menciona a la ciudad data del 283 a. C. cuando la ciudad, entonces conocida como Faesulae, fue conquistada por los romanos. 
Fiesole cayó bajo poder de los germanos en el 405 d. C. y fue una ciudad independiente durante siglos, aunque siempre bajo la sombra de Florencia, antes de ser conquistada por los florentinos en el 1125. 
Hoy la ciudad mantiene sus muros etruscos, termas romanas y un teatro romano; una iglesia románica del 1028 y el Palazzo Comunale (el ayuntamiento) del siglo XII. 
Se levantan varios palacios y villas con vista a Florencia, ha sido residencia de importantes personalidades entre ellas el pintor suizo Arnold Böcklin y el director de orquesta y compositor Vittorio Gui.
En la comuna está la villa de Fiesole (Belcanto), una de las villas mediceas que el 23 de junio de 2013, en la XXXVII Sesión del Comité para el Patrimonio de la Humanidad, reunida en Phnom Penh, fue inscrita en la Lista del Patrimonio de la Humanidad con el nombre de «Villas y jardines Médici en Toscana».
En el barrio de San Domenico de Fiesole se encuentra la Badía Fiesolana, sede del Instituto Universitario Europeo. También se encuentra en San Domenico la Escuela de Música de Fiesole, fundada por el profesor de viola y violista del Cuarteto Italiano Piero Farulli.

## Ciudades hermanadas
- España, Badajoz.
- Grecia, Kalambaka.
- Francia, Moliets-et-Maa.
- Alemania, Kiel.
- Bulgaria, Varna.
- Croacia, Pula.

## Evolución demográfica
| Gráfica de evolución demográfica de Fiesole entre 1861 y 2001 |
|                                                               |
| Fuente ISTAT - elaboración gráfica de Wikipedia               |